# Vita (Ávila)
Vita ist ein Ort und eine zentralspanische Gemeinde (municipio) mit 71 Einwohnern (Stand: 2024) in der Provinz Ávila in der Autonomen Region Kastilien-León. 

## Lage
Vita sich in den nördlichen Ausläufern der Sierra de Gredos gut 31 Kilometer nordwestlich von Ávila in einer Höhe von 995 m. Das Klima im Winter ist kühl, im Sommer dagegen trotz der Höhenlage durchaus warm; der Regen (570 mm/Jahr) fällt – mit Ausnahme der nahezu regenlosen Sommermonate – verteilt übers ganze Jahr.

## Bevölkerungsentwicklung
| Jahr      | 1970 | 1981 | 1991 | 2001 | 2011 | 2021 |
| Einwohner | 221  | 165  | 129  | 111  | 93   | 81   |

## Sehenswürdigkeiten
- Sebastianuskirche (Iglesia de San Sebastián Martír)

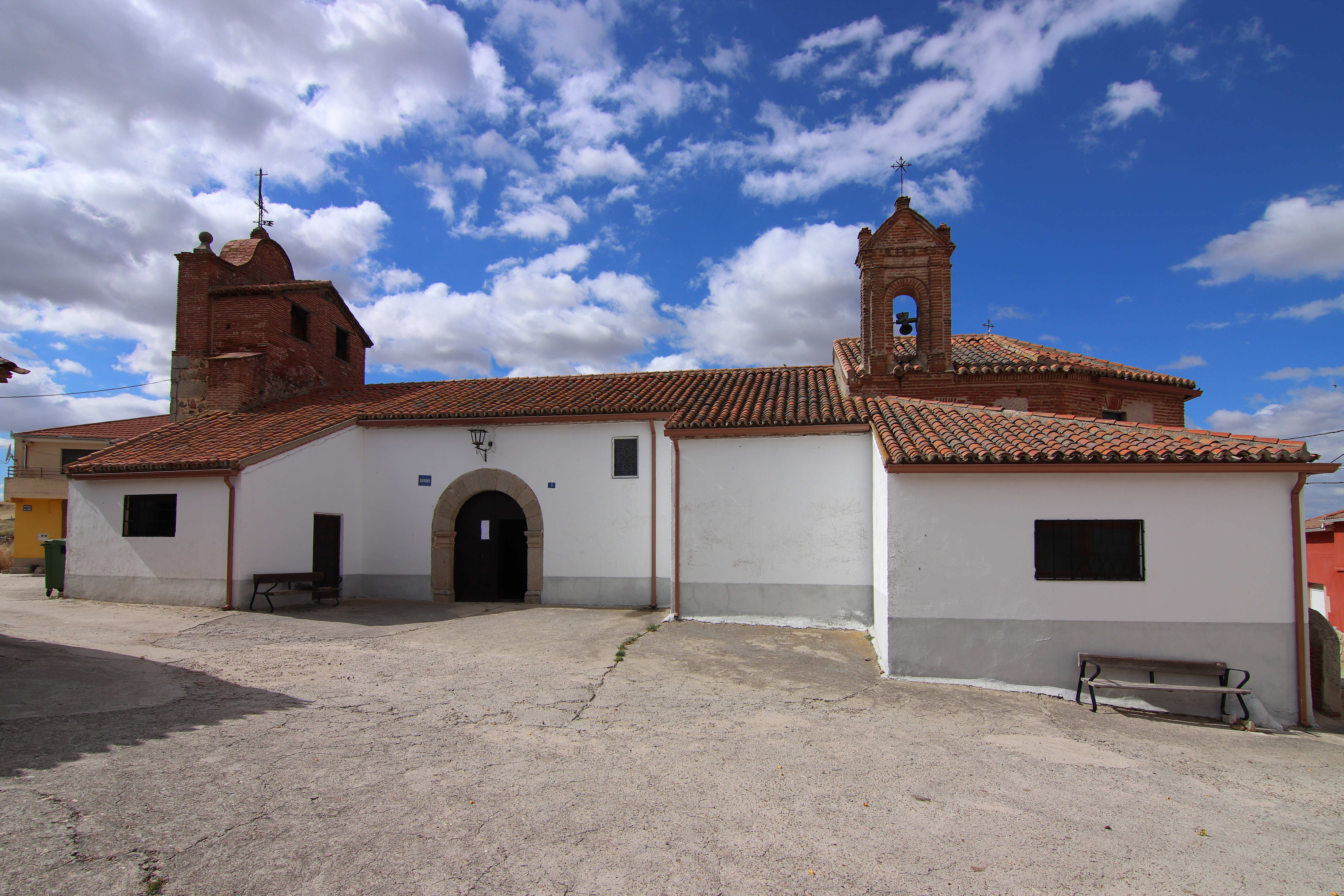
Sebastianuskirche
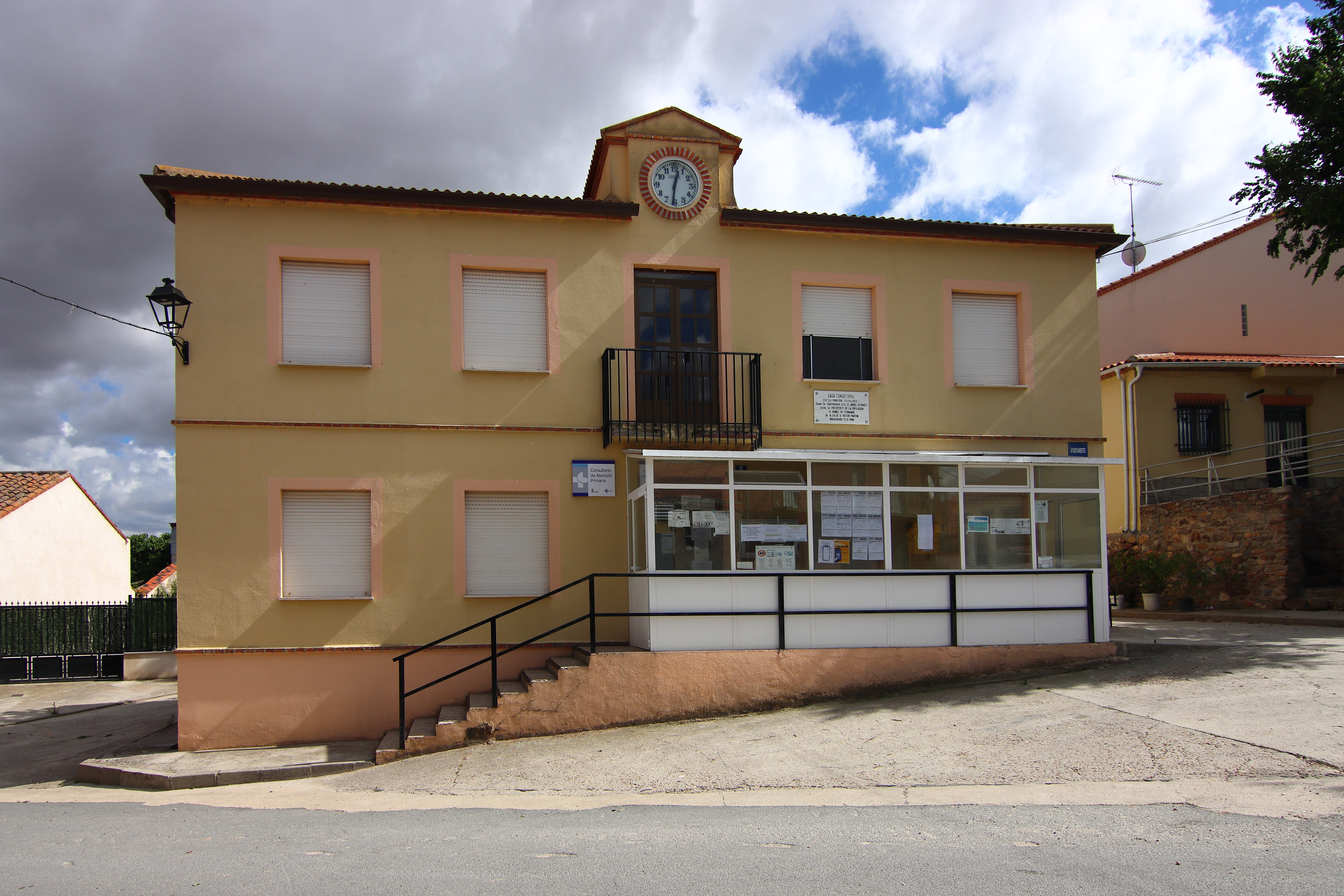
Rathaus